# Setmana Catalana de 1981
La Setmana Catalana de 1981, va ser la 18a edició de la Setmana Catalana de Ciclisme. Es disputà en 7 etapes del 23 al 27 de març de 1981. El vencedor final fou el suec Sven-Ake Nilsson de l'equip Splendor-Wickes per davant de Vicent Belda i Alberto Fernández Blanco.
Després d'un any sense disputar-se la "Setmana" va tornar a les carreteres catalanes. El suec Nilsson va consolidar el seu triomf amb el temps aconseguit a Arcalís. Cal destacar també el belga Daniel Willems, que va aconseguir 3 victòries.

## Etapes
| Etapa  | Data       | Ciutats d'etapa                                  | km    | Vencedor de l'etapa            | Líder de la general            |
| ------ | ---------- | ------------------------------------------------ | ----- | ------------------------------ | ------------------------------ |
| Pròleg | 23 de març | Lliçà d'Amunt – Lliçà d'Amunt (CRE)              | 8,0   | Splendor (BEL)                 | Sean Kelly (IRL)               |
| 1a     | 23 de març | Lliçà d'Amunt – Girona                           | 92,0  | Daniel Willems (BEL)           | Sean Kelly (IRL)               |
| 2a A   | 24 de març | Girona – Cercs                                   | 132,0 | Theo de Rooij (NED)            | Sven-Ake Nilsson (SWE)         |
| 2a B   | 24 de març | Guardiola de Berguedà – Castellar de n'Hug (CRI) | 20,0  | Alberto Fernández Blanco (ESP) | Alberto Fernández Blanco (ESP) |
| 3a     | 25 de març | Cercs - Arinsal ( Andorra)                       | 175,0 | Pere Muñoz Rodríguez (ESP)     | Sven-Ake Nilsson (SWE)         |
| 4a     | 26 de març | Organyà - Tarragona                              | 184,0 | Daniel Willems (BEL)           | Sven-Ake Nilsson (SWE)         |
| 5a     | 27 de març | Arc de Berà - Esparraguera                       | 162,0 | Daniel Willems (BEL)           | Sven-Ake Nilsson (SWE)         |

### Pròleg[1]
23-03-1981: Lliçà d'Amunt (CRE), 8,0 km.:
|   | Equip             | Temps          |
| - | ----------------- | -------------- |
| 1 | Splendor (BEL)    | 37' 54" (suma) |
| 2 | Capri Sonne (BEL) | + 27"          |
| 3 | Kelme-Gios (ESP)  | + 57"          |

### 1a etapa[1]
23-03-1981: Lliçà d'Amunt – Girona, 92,0 km.
|   | Ciclista                 | Equip       | Temps      |
| - | ------------------------ | ----------- | ---------- |
| 1 | Daniel Willems (BEL)     | Capri Sonne | 2h 26' 10" |
| 2 | Sean Kelly (IRL)         | Splendor    | m. t.      |
| 3 | Jesús Suárez Cueva (ESP) | Kelme-Gios  | m. t.      |

### 2a etapa A[1]
24-03-1981: Girona – Cercs, 132,0 km.:
|   | Ciclista               | Equip       | Temps      |
| - | ---------------------- | ----------- | ---------- |
| 1 | Theo de Rooij (NED)    | Capri Sonne | 4h 01' 32" |
| 2 | Peter Winnen (NED)     | Capri Sonne | m. t.      |
| 3 | Sven-Ake Nilsson (SWE) | Splendor    | m. t.      |

### 2a etapa B[1]
24-03-1981: Guardiola de Berguedà – Castellar de n'Hug (CRI), 20,0 km.:
|   | Ciclista                       | Equip      | Temps   |
| - | ------------------------------ | ---------- | ------- |
| 1 | Alberto Fernández Blanco (ESP) | Teka       | 43' 15" |
| 2 | Claude Criquielion (BEL)       | Splendor   | + 34"   |
| 3 | Vicent Belda (ESP)             | Kelme-Gios | + 36"   |

### 3a etapa[2]
25-03-1981: Cercs - Arinsal, 165,0 km.:
|   | Ciclista                   | Equip      | Temps      |
| - | -------------------------- | ---------- | ---------- |
| 1 | Pere Muñoz Rodríguez (ESP) | Zor-Helios | 4h 33' 57" |
| 2 | Sven-Ake Nilsson (SWE)     | Splendor   | + 29"      |
| 3 | Josep Lluís Laguía (ESP)   | Reynolds   | + 35"      |

### 4a etapa[3]
26-03-1981: Organyà - Tarragona, 184,0 km.:
|   | Ciclista                | Equip       | Temps      |
| - | ----------------------- | ----------- | ---------- |
| 1 | Daniel Willems (BEL)    | Capri Sonne | 4h 50' 22" |
| 2 | Sean Kelly (IRL)        | Splendor    | + 01"      |
| 3 | Miguel María Lasa (ESP) | Zor-Helios  | m. t.      |

### 5a etapa[4]
27-03-1981: Arc de Berà - Esparraguera, 162,0 km.:
|   | Ciclista                 | Equip       | Temps      |
| - | ------------------------ | ----------- | ---------- |
| 1 | Daniel Willems (BEL)     | Capri Sonne | 4h 41' 20" |
| 2 | Josep Lluís Laguía (ESP) | Reynolds    | m. t.      |
| 3 | Guido van Calster (BEL)  | Splendor    | m. t.      |

## Classificació General
|    | Ciclista                            | Equip       | Punts       |
| -- | ----------------------------------- | ----------- | ----------- |
| 1  | Sven-Ake Nilsson (SWE)              | Splendor    | 21h 14' 38" |
| 2  | Vicent Belda (ESP)                  | Kelme-Gios  | + 20"       |
| 3  | Alberto Fernández Blanco (ESP)      | Teka        | + 22"       |
| 4  | Claude Criquielion (BEL)            | Splendor    | + 42"       |
| 5  | Daniel Willems (BEL)                | Capri Sonne | + 1' 28"    |
| 6  | Sean Kelly (IRL)                    | Splendor    | + 2' 01"    |
| 7  | Josep Lluís Laguía (ESP)            | Reynolds    | + 2' 16"    |
| 8  | Bernardo Alfonsel (ESP)             | Teka        | + 2' 20"    |
| 9  | Theo de Rooij (NED)                 | Capri Sonne | + 3' 00"    |
| 10 | José Antonio Cabrero Martínez (ESP) | Zor-Helios  | + 3' 39"    |